# Besetzungen der Oper im Steinbruch St. Margarethen

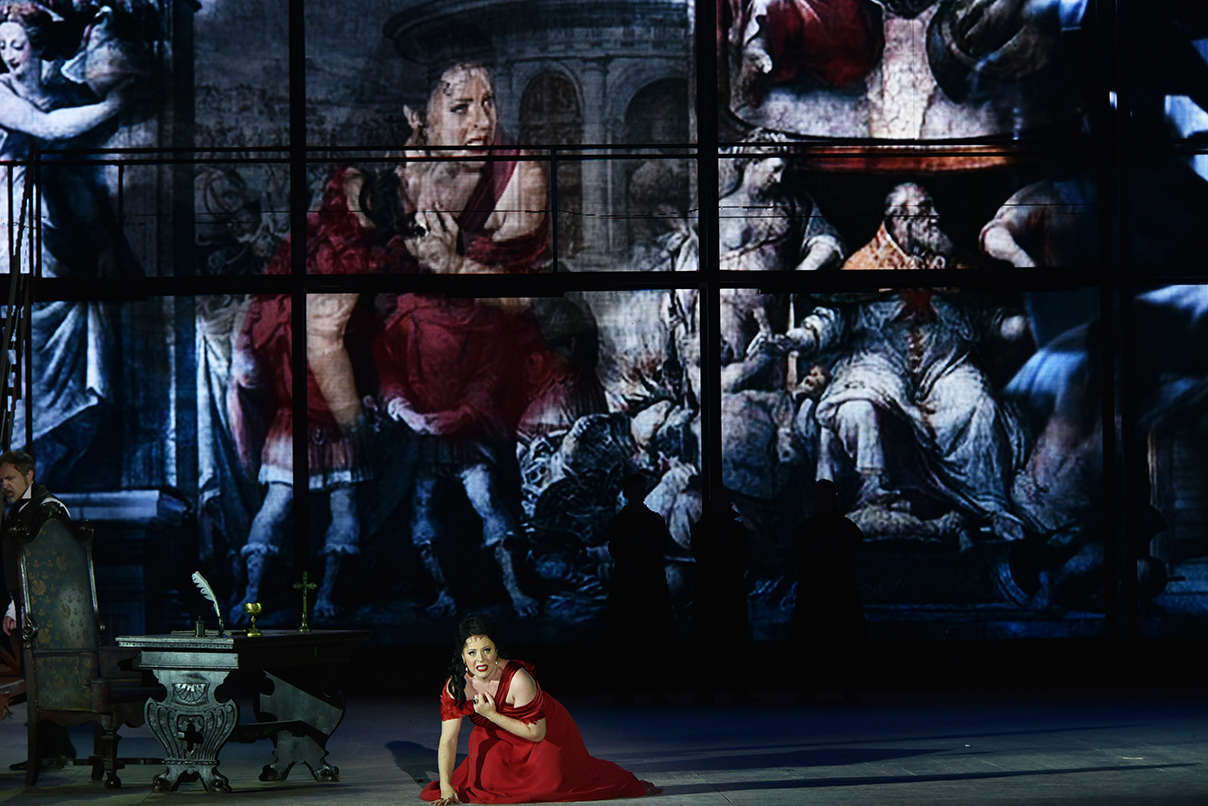
Tosca (2015), Regie: Robert Dornhelm

Die Liste der Besetzungen der Oper im Steinbruch St. Margarethen führt alle künstlerischen Mitwirkenden der Opernproduktionen der Oper im Steinbruch St. Margarethen an. Die Aufführungen finden auf zwei verschiedenen Bühnen im Römersteinbruch St. Margarethen statt.
Die Notwendigkeit von Doppel- und Dreifachbesetzungen der Hauptrollen ergibt sich dadurch, dass im Regelfall an drei bis fünf Tagen hintereinander gespielt wird. In Jahren, in welchen die obere Bühne für die Passionsspiele St. Margarethen genutzt wird, beispielsweise 2016, finden die Opernaufführungen jeweils mittwochs bis freitags auf der unteren Bühne des Steinbruchs statt.
Die Werke und Mitwirkenden der kommenden Oper im Steinbruch St. Margarethen werden hier jeweils nach Publikation bekanntgegeben.

## Ab 2013
2018 und 2020 gab es aus unterschiedlichen Gründen keine Oper im Steinbruch (2018 aus finanziellen Gründen, 2020 wegen der COVID-19-Pandemie).
| Orchester, Chor, Dirigent | Regie, Ausstattung, Licht | Rollen                                | Darsteller                                                              |
| --- | --- | ------------------------------------- | ----------------------------------------------------------------------- |
| La Bohème von Luigi Illica, Giuseppe Giacosa und Giacomo Puccini, 10. Juli bis Mitte August 2013                                                            | |                                       |                                                                         |
| Festspielorchester St. Margarethen Festspielchor St. Margarethen Alfred Eschwé                                                                              | Robert Dornhelm Manfred Waba, Barbara Langbein Michael Grundner | Mimì                                  | Marianne Fiset, Cristina Pasaroiu, Evelin Novak                         |
| Festspielorchester St. Margarethen Festspielchor St. Margarethen Alfred Eschwé                                                                              | Robert Dornhelm Manfred Waba, Barbara Langbein Michael Grundner | Rodolfo                               | Merunas Vitulskis (auch Merünas Vitulskis)                              |
| Festspielorchester St. Margarethen Festspielchor St. Margarethen Alfred Eschwé                                                                              | Robert Dornhelm Manfred Waba, Barbara Langbein Michael Grundner | Musetta                               | Siphiwe McKenzie, Mihaela Marcu, Shoushik Barsoumian                    |
| Festspielorchester St. Margarethen Festspielchor St. Margarethen Alfred Eschwé                                                                              | Robert Dornhelm Manfred Waba, Barbara Langbein Michael Grundner | Marcello                              | Josef Wagner                                                            |
| Festspielorchester St. Margarethen Festspielchor St. Margarethen Alfred Eschwé                                                                              | Robert Dornhelm Manfred Waba, Barbara Langbein Michael Grundner | Schaunard                             | Gabriele Nani, Clemente Daliotti                                        |
| Festspielorchester St. Margarethen Festspielchor St. Margarethen Alfred Eschwé                                                                              | Robert Dornhelm Manfred Waba, Barbara Langbein Michael Grundner | Colline                               | Günes Gürle                                                             |
| Festspielorchester St. Margarethen Festspielchor St. Margarethen Alfred Eschwé                                                                              | Robert Dornhelm Manfred Waba, Barbara Langbein Michael Grundner | Monsieur Benoît                       | Horst Lamnek                                                            |
| Festspielorchester St. Margarethen Festspielchor St. Margarethen Alfred Eschwé                                                                              | Robert Dornhelm Manfred Waba, Barbara Langbein Michael Grundner | Alcindoro                             | Andrea Martin                                                           |
| Festspielorchester St. Margarethen Festspielchor St. Margarethen Alfred Eschwé                                                                              | Robert Dornhelm Manfred Waba, Barbara Langbein Michael Grundner | Parpignol                             | Iosif Ovidiu Ciucurita                                                  |
| Aida von Antonio Ghislanzoni und Giuseppe Verdi, Juli und August 2014                                                                                       | |                                       |                                                                         |
| Festspielorchester St. Margarethen Festspielchor St. Margarethen Alfred Eschwé                                                                              | Robert Dornhelm Manfred Waba Michael Grundner | Aida                                  | Kristin Lewis                                                           |
| Festspielorchester St. Margarethen Festspielchor St. Margarethen Alfred Eschwé                                                                              | Robert Dornhelm Manfred Waba Michael Grundner | Amneris                               | Annunziata Vestri, Rossana Rinaldi, Silvia Beltrami                     |
| Festspielorchester St. Margarethen Festspielchor St. Margarethen Alfred Eschwé                                                                              | Robert Dornhelm Manfred Waba Michael Grundner | Radames                               | Martin Muehle                                                           |
| Festspielorchester St. Margarethen Festspielchor St. Margarethen Alfred Eschwé                                                                              | Robert Dornhelm Manfred Waba Michael Grundner | Amonasro                              | Alexey Dedov                                                            |
| Festspielorchester St. Margarethen Festspielchor St. Margarethen Alfred Eschwé                                                                              | Robert Dornhelm Manfred Waba Michael Grundner | Ramphis                               | Luca Dall'Amico                                                         |
| Festspielorchester St. Margarethen Festspielchor St. Margarethen Alfred Eschwé                                                                              | Robert Dornhelm Manfred Waba Michael Grundner | König                                 | Ramaz Chikviladze                                                       |
| Festspielorchester St. Margarethen Festspielchor St. Margarethen Alfred Eschwé                                                                              | Robert Dornhelm Manfred Waba Michael Grundner | Priesterin                            | Rosanna lo Greco, Manuela Leonhartsberger                               |
| Festspielorchester St. Margarethen Festspielchor St. Margarethen Alfred Eschwé                                                                              | Robert Dornhelm Manfred Waba Michael Grundner | Bote                                  | Giorgio Trucco                                                          |
| Tosca von Giuseppe Giacosa, Luigi Illica und Giacomo Puccini, 8. Juli bis 15. August 2015 (19 Aufführungen)                                                 | |                                       |                                                                         |
| Orchester des Nationaltheaters Prag Philharmonia Chor Wien Knabenchor Bratislava Michael Güttler, Daniel Hoyem-Cavazza                                      | Robert Dornhelm Amra Bergman Michael Grundner Martin Mayer Sounddesign Media Apparat Digitale Produktion | Tosca                                 | Martina Serafin, Alexia Voulgaridou, Katrin Adel, Oksana Kramareva      |
| Orchester des Nationaltheaters Prag Philharmonia Chor Wien Knabenchor Bratislava Michael Güttler, Daniel Hoyem-Cavazza                                      | Robert Dornhelm Amra Bergman Michael Grundner Martin Mayer Sounddesign Media Apparat Digitale Produktion | Cavaradossi                           | Andrea Carè, Marcelo Puente, Yusif Eyvazov                              |
| Orchester des Nationaltheaters Prag Philharmonia Chor Wien Knabenchor Bratislava Michael Güttler, Daniel Hoyem-Cavazza                                      | Robert Dornhelm Amra Bergman Michael Grundner Martin Mayer Sounddesign Media Apparat Digitale Produktion | Scarpia                               | Marco Vratogna, Davide Damiani, Alexander Krasnov                       |
| Orchester des Nationaltheaters Prag Philharmonia Chor Wien Knabenchor Bratislava Michael Güttler, Daniel Hoyem-Cavazza                                      | Robert Dornhelm Amra Bergman Michael Grundner Martin Mayer Sounddesign Media Apparat Digitale Produktion | Spoletta                              | Christian Koch                                                          |
| Orchester des Nationaltheaters Prag Philharmonia Chor Wien Knabenchor Bratislava Michael Güttler, Daniel Hoyem-Cavazza                                      | Robert Dornhelm Amra Bergman Michael Grundner Martin Mayer Sounddesign Media Apparat Digitale Produktion | Sciarrone                             | Christian Lusser, Tomasz Pietak                                         |
| Orchester des Nationaltheaters Prag Philharmonia Chor Wien Knabenchor Bratislava Michael Güttler, Daniel Hoyem-Cavazza                                      | Robert Dornhelm Amra Bergman Michael Grundner Martin Mayer Sounddesign Media Apparat Digitale Produktion | Angelotti                             | Alexander Krasnov, Clemens Unterreiner                                  |
| Orchester des Nationaltheaters Prag Philharmonia Chor Wien Knabenchor Bratislava Michael Güttler, Daniel Hoyem-Cavazza                                      | Robert Dornhelm Amra Bergman Michael Grundner Martin Mayer Sounddesign Media Apparat Digitale Produktion | Mesner                                | Leonardo Galeazzi, Horst Lamnek                                         |
| Orchester des Nationaltheaters Prag Philharmonia Chor Wien Knabenchor Bratislava Michael Güttler, Daniel Hoyem-Cavazza                                      | Robert Dornhelm Amra Bergman Michael Grundner Martin Mayer Sounddesign Media Apparat Digitale Produktion | Hirtenknabe                           | Sarah Weidinger, Constantin Müller, Bernhard Sengstschmid, Vanessa Zips |
| Der Liebestrank von Gaetano Donizetti, 6. Juli bis 19. August 2016 (21 Aufführungen)                                                                        | |                                       |                                                                         |
| Philharmonia Chor Wien Walter Zeh Chorleitung Karsten Januschke                                                                                             | Philipp Himmelmann Raimund Bauer, Kathi Maurer Febrice Kebour Gabor Sziráky Choreographie | Adina                                 | Elena Sancho-Pereg, Narine Yeghiyan                                     |
| Philharmonia Chor Wien Walter Zeh Chorleitung Karsten Januschke                                                                                             | Philipp Himmelmann Raimund Bauer, Kathi Maurer Febrice Kebour Gabor Sziráky Choreographie | Nemorino                              | Tamás Tarjányi, Antonio Poli, Ioan Hotea, Pavel Kolgatin                |
| Philharmonia Chor Wien Walter Zeh Chorleitung Karsten Januschke                                                                                             | Philipp Himmelmann Raimund Bauer, Kathi Maurer Febrice Kebour Gabor Sziráky Choreographie | Belcore                               | Andrei Bondarenko, Mathias Hausmann                                     |
| Philharmonia Chor Wien Walter Zeh Chorleitung Karsten Januschke                                                                                             | Philipp Himmelmann Raimund Bauer, Kathi Maurer Febrice Kebour Gabor Sziráky Choreographie | Dulcamara                             | Uwe Schenker-Primus, Jonathan Lemalu                                    |
| Philharmonia Chor Wien Walter Zeh Chorleitung Karsten Januschke                                                                                             | Philipp Himmelmann Raimund Bauer, Kathi Maurer Febrice Kebour Gabor Sziráky Choreographie | Sciarrone                             | Christian Lusser, Tomasz Pietak                                         |
| Philharmonia Chor Wien Walter Zeh Chorleitung Karsten Januschke                                                                                             | Philipp Himmelmann Raimund Bauer, Kathi Maurer Febrice Kebour Gabor Sziráky Choreographie | Gianetta                              | Esther Dierkes, Kathrin Koch                                            |
| Rigoletto von Francesco Maria Piave und Giuseppe Verdi, 12. Juli bis 19. August 2017 (19 Aufführungen)                                                      | |                                       |                                                                         |
| Symphonieorchester des Slowakischen Rundfunks Philharmonia Chor Wien Walter Zeh Chorleitung Anja Bihlmaier                                                  | Philippe Arlaud Regie, Bühne & Licht Andrea Uhmann Kostüme | Rigoletto                             | Vladislav Sulimsky, Davide Damiani                                      |
| Symphonieorchester des Slowakischen Rundfunks Philharmonia Chor Wien Walter Zeh Chorleitung Anja Bihlmaier                                                  | Philippe Arlaud Regie, Bühne & Licht Andrea Uhmann Kostüme | Gilda                                 | Elena Sancho Pereg, Tatiana Larina                                      |
| Symphonieorchester des Slowakischen Rundfunks Philharmonia Chor Wien Walter Zeh Chorleitung Anja Bihlmaier                                                  | Philippe Arlaud Regie, Bühne & Licht Andrea Uhmann Kostüme | Herzog                                | Yosep Kang, Arthur Espiritu, Jesus Leon                                 |
| Symphonieorchester des Slowakischen Rundfunks Philharmonia Chor Wien Walter Zeh Chorleitung Anja Bihlmaier                                                  | Philippe Arlaud Regie, Bühne & Licht Andrea Uhmann Kostüme | Maddalena und Giovanna                | Annely Peebo, Jordanka Milkova                                          |
| Symphonieorchester des Slowakischen Rundfunks Philharmonia Chor Wien Walter Zeh Chorleitung Anja Bihlmaier                                                  | Philippe Arlaud Regie, Bühne & Licht Andrea Uhmann Kostüme | Monterone                             | Clemens Unterreiner, Jacek Strauch                                      |
| Symphonieorchester des Slowakischen Rundfunks Philharmonia Chor Wien Walter Zeh Chorleitung Anja Bihlmaier                                                  | Philippe Arlaud Regie, Bühne & Licht Andrea Uhmann Kostüme | Sparafucile                           | Luke Stoker, Sorin Coliban                                              |
| Symphonieorchester des Slowakischen Rundfunks Philharmonia Chor Wien Walter Zeh Chorleitung Anja Bihlmaier                                                  | Philippe Arlaud Regie, Bühne & Licht Andrea Uhmann Kostüme | Graf Ceprano                          | Simon Duus, Karl Huml                                                   |
| Symphonieorchester des Slowakischen Rundfunks Philharmonia Chor Wien Walter Zeh Chorleitung Anja Bihlmaier                                                  | Philippe Arlaud Regie, Bühne & Licht Andrea Uhmann Kostüme | Gräfin Ceprano und Page               | Eva Bodorva, Katrin Koch                                                |
| Symphonieorchester des Slowakischen Rundfunks Philharmonia Chor Wien Walter Zeh Chorleitung Anja Bihlmaier                                                  | Philippe Arlaud Regie, Bühne & Licht Andrea Uhmann Kostüme | Borsa                                 | Kirlianit Cortes, David Jagodic                                         |
| Symphonieorchester des Slowakischen Rundfunks Philharmonia Chor Wien Walter Zeh Chorleitung Anja Bihlmaier                                                  | Philippe Arlaud Regie, Bühne & Licht Andrea Uhmann Kostüme | Marullo                               | Simon Schnorr, Stefan Hadzic                                            |
| Die Zauberflöte von Wolfgang Amadeus Mozart, 10. Juli bis 17. August 2019                                                                                   | |                                       |                                                                         |
| Orchester der Budapester Philharmonischen Gesellschaft Karsten Januschke Philharmonia Chor Wien                                                             | Cornelius Obonya, Carolin Pienkos Raimund Bauer, Gianluca Falaschi Friedrich Rom, Lichtdesign | Papageno                              | Max Simonischek                                                         |
| Orchester der Budapester Philharmonischen Gesellschaft Karsten Januschke Philharmonia Chor Wien                                                             | Cornelius Obonya, Carolin Pienkos Raimund Bauer, Gianluca Falaschi Friedrich Rom, Lichtdesign | Papagena                              | Theresa Dax, Martina Fender                                             |
| Orchester der Budapester Philharmonischen Gesellschaft Karsten Januschke Philharmonia Chor Wien                                                             | Cornelius Obonya, Carolin Pienkos Raimund Bauer, Gianluca Falaschi Friedrich Rom, Lichtdesign | Tamino                                | Attilo Glaser, Martin Piskorski                                         |
| Orchester der Budapester Philharmonischen Gesellschaft Karsten Januschke Philharmonia Chor Wien                                                             | Cornelius Obonya, Carolin Pienkos Raimund Bauer, Gianluca Falaschi Friedrich Rom, Lichtdesign | Pamina                                | Ana Maria Labin, Kateryna Kasper                                        |
| Orchester der Budapester Philharmonischen Gesellschaft Karsten Januschke Philharmonia Chor Wien                                                             | Cornelius Obonya, Carolin Pienkos Raimund Bauer, Gianluca Falaschi Friedrich Rom, Lichtdesign | Sarastro                              | Luke Stoker, Bogdan Talos                                               |
| Orchester der Budapester Philharmonischen Gesellschaft Karsten Januschke Philharmonia Chor Wien                                                             | Cornelius Obonya, Carolin Pienkos Raimund Bauer, Gianluca Falaschi Friedrich Rom, Lichtdesign | Königin der Nacht                     | Danae Kontora, Maria Kublashvili                                        |
| Orchester der Budapester Philharmonischen Gesellschaft Karsten Januschke Philharmonia Chor Wien                                                             | Cornelius Obonya, Carolin Pienkos Raimund Bauer, Gianluca Falaschi Friedrich Rom, Lichtdesign | Sprecher/2. Priester/2. Geharnischter | Uwe Schenker-Primus, Günter Haumer                                      |
| Orchester der Budapester Philharmonischen Gesellschaft Karsten Januschke Philharmonia Chor Wien                                                             | Cornelius Obonya, Carolin Pienkos Raimund Bauer, Gianluca Falaschi Friedrich Rom, Lichtdesign | Priester/1. Geharnischter             | Roman Payer, Tamás Tajányi                                              |
| Orchester der Budapester Philharmonischen Gesellschaft Karsten Januschke Philharmonia Chor Wien                                                             | Cornelius Obonya, Carolin Pienkos Raimund Bauer, Gianluca Falaschi Friedrich Rom, Lichtdesign | Erste Dame                            | Elizabeth Reiter, Réka Kristóf                                          |
| Orchester der Budapester Philharmonischen Gesellschaft Karsten Januschke Philharmonia Chor Wien                                                             | Cornelius Obonya, Carolin Pienkos Raimund Bauer, Gianluca Falaschi Friedrich Rom, Lichtdesign | Zweite Dame                           | Nina Tarandek, Judith Beifuß                                            |
| Orchester der Budapester Philharmonischen Gesellschaft Karsten Januschke Philharmonia Chor Wien                                                             | Cornelius Obonya, Carolin Pienkos Raimund Bauer, Gianluca Falaschi Friedrich Rom, Lichtdesign | Dritte Dame                           | Maria Luise Dreßen, Henriette Gödde                                     |
| Orchester der Budapester Philharmonischen Gesellschaft Karsten Januschke Philharmonia Chor Wien                                                             | Cornelius Obonya, Carolin Pienkos Raimund Bauer, Gianluca Falaschi Friedrich Rom, Lichtdesign | Monostatos                            | Keith Bernard Stonum, Benedikt Nawrath                                  |
| Orchester der Budapester Philharmonischen Gesellschaft Karsten Januschke Philharmonia Chor Wien                                                             | Cornelius Obonya, Carolin Pienkos Raimund Bauer, Gianluca Falaschi Friedrich Rom, Lichtdesign | Drei Knaben                           | Florianer Sängerknaben                                                  |
| Turandot von Giacomo Puccini, 14. Juli bis 21. August 2021 (15 Aufführungen)                                                                                | |                                       |                                                                         |
| Piedra Festivalorchester Giuseppe Finzi Philharmonia Chor Wien Walter Zeh Chorleitung                                                                       | Thaddeus Strassberger Paul Tate dePoo, Giuseppe Palella JAX Messenger Ran Arthur Braun Choreographie Volker Werner Sounddesign Media Apparat Video Designer | Turandot                              | Martina Serafin, Ewa Płonka, Courtney Mills                             |
| Piedra Festivalorchester Giuseppe Finzi Philharmonia Chor Wien Walter Zeh Chorleitung                                                                       | Thaddeus Strassberger Paul Tate dePoo, Giuseppe Palella JAX Messenger Ran Arthur Braun Choreographie Volker Werner Sounddesign Media Apparat Video Designer | Altoum                                | Benedikt Kobel                                                          |
| Piedra Festivalorchester Giuseppe Finzi Philharmonia Chor Wien Walter Zeh Chorleitung                                                                       | Thaddeus Strassberger Paul Tate dePoo, Giuseppe Palella JAX Messenger Ran Arthur Braun Choreographie Volker Werner Sounddesign Media Apparat Video Designer | Timur                                 | Alessandro Guerzoni, Sorin Coliban                                      |
| Piedra Festivalorchester Giuseppe Finzi Philharmonia Chor Wien Walter Zeh Chorleitung                                                                       | Thaddeus Strassberger Paul Tate dePoo, Giuseppe Palella JAX Messenger Ran Arthur Braun Choreographie Volker Werner Sounddesign Media Apparat Video Designer | Calaf                                 | Andrea Shin, Leonardo Caimi, Mikheil Sheshaberidze                      |
| Piedra Festivalorchester Giuseppe Finzi Philharmonia Chor Wien Walter Zeh Chorleitung                                                                       | Thaddeus Strassberger Paul Tate dePoo, Giuseppe Palella JAX Messenger Ran Arthur Braun Choreographie Volker Werner Sounddesign Media Apparat Video Designer | Liù                                   | Donata D’Annunzio Lombardi, Celine Byrne, Carolina López Moreno         |
| Piedra Festivalorchester Giuseppe Finzi Philharmonia Chor Wien Walter Zeh Chorleitung                                                                       | Thaddeus Strassberger Paul Tate dePoo, Giuseppe Palella JAX Messenger Ran Arthur Braun Choreographie Volker Werner Sounddesign Media Apparat Video Designer | Ping                                  | Leo An, Vincenzo Taormina                                               |
| Piedra Festivalorchester Giuseppe Finzi Philharmonia Chor Wien Walter Zeh Chorleitung                                                                       | Thaddeus Strassberger Paul Tate dePoo, Giuseppe Palella JAX Messenger Ran Arthur Braun Choreographie Volker Werner Sounddesign Media Apparat Video Designer | Pang                                  | Jonathan Winell, Angelo Pollak                                          |
| Piedra Festivalorchester Giuseppe Finzi Philharmonia Chor Wien Walter Zeh Chorleitung                                                                       | Thaddeus Strassberger Paul Tate dePoo, Giuseppe Palella JAX Messenger Ran Arthur Braun Choreographie Volker Werner Sounddesign Media Apparat Video Designer | Pong                                  | Enrico Casari, JunHo You                                                |
| Piedra Festivalorchester Giuseppe Finzi Philharmonia Chor Wien Walter Zeh Chorleitung                                                                       | Thaddeus Strassberger Paul Tate dePoo, Giuseppe Palella JAX Messenger Ran Arthur Braun Choreographie Volker Werner Sounddesign Media Apparat Video Designer | Ein Mandarin                          | Raffaele Raffio                                                         |
| | |                                       |                                                                         |
| Nabucco von Giuseppe Verdi, 13. Juli bis 14. August 2022 (19 Aufführungen)                                                                                  | |                                       |                                                                         |
| Piedra Festivalorchester Alvise Casellati Philharmonia Chor Wien Walter Zeh Chorleitung                                                                     | Francisco Negrin Thanassis Demiris, Pepe Corzo Bruno Poet Volker Werner Sounddesign Piedra Muda LAB Video | Nabucco                               | Lucas Meachem, Aris Argiris, Leo An                                     |
| Piedra Festivalorchester Alvise Casellati Philharmonia Chor Wien Walter Zeh Chorleitung                                                                     | Francisco Negrin Thanassis Demiris, Pepe Corzo Bruno Poet Volker Werner Sounddesign Piedra Muda LAB Video | Ismaele                               | Jinxu Xiahou, Carlos Osuna                                              |
| Piedra Festivalorchester Alvise Casellati Philharmonia Chor Wien Walter Zeh Chorleitung                                                                     | Francisco Negrin Thanassis Demiris, Pepe Corzo Bruno Poet Volker Werner Sounddesign Piedra Muda LAB Video | Zaccaria                              | Jongmin Park, Nicola Ulivieri                                           |
| Piedra Festivalorchester Alvise Casellati Philharmonia Chor Wien Walter Zeh Chorleitung                                                                     | Francisco Negrin Thanassis Demiris, Pepe Corzo Bruno Poet Volker Werner Sounddesign Piedra Muda LAB Video | Abigaille                             | Evgenia Muraveva, Ekaterina Sannikova, Astrik Khanamiryan               |
| Piedra Festivalorchester Alvise Casellati Philharmonia Chor Wien Walter Zeh Chorleitung                                                                     | Francisco Negrin Thanassis Demiris, Pepe Corzo Bruno Poet Volker Werner Sounddesign Piedra Muda LAB Video | Fenena                                | Monika Bohinec, Marie-Luise Dreßen                                      |
| Piedra Festivalorchester Alvise Casellati Philharmonia Chor Wien Walter Zeh Chorleitung                                                                     | Francisco Negrin Thanassis Demiris, Pepe Corzo Bruno Poet Volker Werner Sounddesign Piedra Muda LAB Video | Oberpriester des Baal                 | Ivan Zinoviev                                                           |
| Piedra Festivalorchester Alvise Casellati Philharmonia Chor Wien Walter Zeh Chorleitung                                                                     | Francisco Negrin Thanassis Demiris, Pepe Corzo Bruno Poet Volker Werner Sounddesign Piedra Muda LAB Video | Abdallo                               | David Jagodic                                                           |
| Piedra Festivalorchester Alvise Casellati Philharmonia Chor Wien Walter Zeh Chorleitung                                                                     | Francisco Negrin Thanassis Demiris, Pepe Corzo Bruno Poet Volker Werner Sounddesign Piedra Muda LAB Video | Anna                                  | Amélie Hois                                                             |
| Carmen von Georges Bizet, 12. Juli bis 20. August 2023 (22 Aufführungen)                                                                                    | |                                       |                                                                         |
| Piedra Festivalorchester Valerio Galli Philharmonia Chor Wien Walter Zeh Chorleitung                                                                        | Arnaud Bernard Regie Alessandro Camera Bühnenbild Carla Ricotti Kostüme Arthur Braun Stunt-Koordination Volker Werner Sounddesign | Carmen                                | Joyce El-Khoury, Lilly Jørstad, Francesca Di Sauro                      |
| Piedra Festivalorchester Valerio Galli Philharmonia Chor Wien Walter Zeh Chorleitung                                                                        | Arnaud Bernard Regie Alessandro Camera Bühnenbild Carla Ricotti Kostüme Arthur Braun Stunt-Koordination Volker Werner Sounddesign | Don José                              | Brian Michael Moore, Matthew White, Migran Agadzhanyan                  |
| Piedra Festivalorchester Valerio Galli Philharmonia Chor Wien Walter Zeh Chorleitung                                                                        | Arnaud Bernard Regie Alessandro Camera Bühnenbild Carla Ricotti Kostüme Arthur Braun Stunt-Koordination Volker Werner Sounddesign | Micaёla                               | Vanessa Vasquez, Yulia Suleimanova, Ana Garotič                         |
| Piedra Festivalorchester Valerio Galli Philharmonia Chor Wien Walter Zeh Chorleitung                                                                        | Arnaud Bernard Regie Alessandro Camera Bühnenbild Carla Ricotti Kostüme Arthur Braun Stunt-Koordination Volker Werner Sounddesign | Escamillo                             | Vittorio Prato, Sergey Kaydalov                                         |
| Piedra Festivalorchester Valerio Galli Philharmonia Chor Wien Walter Zeh Chorleitung                                                                        | Arnaud Bernard Regie Alessandro Camera Bühnenbild Carla Ricotti Kostüme Arthur Braun Stunt-Koordination Volker Werner Sounddesign | Frasquita                             | Leah Manning, Aleksandra Szmyd                                          |
| Piedra Festivalorchester Valerio Galli Philharmonia Chor Wien Walter Zeh Chorleitung                                                                        | Arnaud Bernard Regie Alessandro Camera Bühnenbild Carla Ricotti Kostüme Arthur Braun Stunt-Koordination Volker Werner Sounddesign | Mercédès                              | Nina Tarandek, Sofia Vinnik                                             |
| Piedra Festivalorchester Valerio Galli Philharmonia Chor Wien Walter Zeh Chorleitung                                                                        | Arnaud Bernard Regie Alessandro Camera Bühnenbild Carla Ricotti Kostüme Arthur Braun Stunt-Koordination Volker Werner Sounddesign | Dancario                              | Matthias Störmer, Oleh Lebedyev                                         |
| Piedra Festivalorchester Valerio Galli Philharmonia Chor Wien Walter Zeh Chorleitung                                                                        | Arnaud Bernard Regie Alessandro Camera Bühnenbild Carla Ricotti Kostüme Arthur Braun Stunt-Koordination Volker Werner Sounddesign | Moralès                               | Stefan Astakhov, Ivan Zinoviev                                          |
| Piedra Festivalorchester Valerio Galli Philharmonia Chor Wien Walter Zeh Chorleitung                                                                        | Arnaud Bernard Regie Alessandro Camera Bühnenbild Carla Ricotti Kostüme Arthur Braun Stunt-Koordination Volker Werner Sounddesign | Remendado                             | Angelo Pollak, Timothy Oliver                                           |
| Piedra Festivalorchester Valerio Galli Philharmonia Chor Wien Walter Zeh Chorleitung                                                                        | Arnaud Bernard Regie Alessandro Camera Bühnenbild Carla Ricotti Kostüme Arthur Braun Stunt-Koordination Volker Werner Sounddesign | Zuniga                                | Mikolaj Bonkowski, Ilia Kazakov                                         |
| Aida von Giuseppe Verdi, 10. Juli bis 24. August 2024 (27 Aufführungen)                                                                                     | |                                       |                                                                         |
| Piedra Festivalorchester Iván López-Reynoso Musikalische Leitung Philharmonia Chor Wien Walter Zeh Chorleitung Ruben Diez Musikalischer Leiter und Dirigent | Thaddeus Strassberger Regie und Bühnenbild Giuseppe Palella Kostüme Ran Arthur Braun Stunt-Koordination Antonio Barone Bewegungskoordinator und Regieassistenz Driscoll Otto Lichtdesign Media Apparat Video Crystal Wassereffekte Show Talent Network Stunts Pesvebi Tanz | Aida                                  | Leah Crocetto, Ekaterina Sannikova, Leah Gordon                         |
| Piedra Festivalorchester Iván López-Reynoso Musikalische Leitung Philharmonia Chor Wien Walter Zeh Chorleitung Ruben Diez Musikalischer Leiter und Dirigent | Thaddeus Strassberger Regie und Bühnenbild Giuseppe Palella Kostüme Ran Arthur Braun Stunt-Koordination Antonio Barone Bewegungskoordinator und Regieassistenz Driscoll Otto Lichtdesign Media Apparat Video Crystal Wassereffekte Show Talent Network Stunts Pesvebi Tanz | Radames                               | Hovhannes Ayvazyan, Jorge Puerta, Mikheil Sheshaberidze                 |
| Piedra Festivalorchester Iván López-Reynoso Musikalische Leitung Philharmonia Chor Wien Walter Zeh Chorleitung Ruben Diez Musikalischer Leiter und Dirigent | Thaddeus Strassberger Regie und Bühnenbild Giuseppe Palella Kostüme Ran Arthur Braun Stunt-Koordination Antonio Barone Bewegungskoordinator und Regieassistenz Driscoll Otto Lichtdesign Media Apparat Video Crystal Wassereffekte Show Talent Network Stunts Pesvebi Tanz | Amneris                               | Raehann Bryce-Davis, Kseniia Nikolaieva, Sofija Petrović                |
| Piedra Festivalorchester Iván López-Reynoso Musikalische Leitung Philharmonia Chor Wien Walter Zeh Chorleitung Ruben Diez Musikalischer Leiter und Dirigent | Thaddeus Strassberger Regie und Bühnenbild Giuseppe Palella Kostüme Ran Arthur Braun Stunt-Koordination Antonio Barone Bewegungskoordinator und Regieassistenz Driscoll Otto Lichtdesign Media Apparat Video Crystal Wassereffekte Show Talent Network Stunts Pesvebi Tanz | Amonasro                              | Gangsoon Kim, Zoltán Nagy                                               |
| Piedra Festivalorchester Iván López-Reynoso Musikalische Leitung Philharmonia Chor Wien Walter Zeh Chorleitung Ruben Diez Musikalischer Leiter und Dirigent | Thaddeus Strassberger Regie und Bühnenbild Giuseppe Palella Kostüme Ran Arthur Braun Stunt-Koordination Antonio Barone Bewegungskoordinator und Regieassistenz Driscoll Otto Lichtdesign Media Apparat Video Crystal Wassereffekte Show Talent Network Stunts Pesvebi Tanz | Ramphis                               | Jongmin Park, Insung Sim                                                |
| Piedra Festivalorchester Iván López-Reynoso Musikalische Leitung Philharmonia Chor Wien Walter Zeh Chorleitung Ruben Diez Musikalischer Leiter und Dirigent | Thaddeus Strassberger Regie und Bühnenbild Giuseppe Palella Kostüme Ran Arthur Braun Stunt-Koordination Antonio Barone Bewegungskoordinator und Regieassistenz Driscoll Otto Lichtdesign Media Apparat Video Crystal Wassereffekte Show Talent Network Stunts Pesvebi Tanz | Il Re                                 | Artyom Wasnetsov, Ivan Zinoviev                                         |
| Piedra Festivalorchester Iván López-Reynoso Musikalische Leitung Philharmonia Chor Wien Walter Zeh Chorleitung Ruben Diez Musikalischer Leiter und Dirigent | Thaddeus Strassberger Regie und Bühnenbild Giuseppe Palella Kostüme Ran Arthur Braun Stunt-Koordination Antonio Barone Bewegungskoordinator und Regieassistenz Driscoll Otto Lichtdesign Media Apparat Video Crystal Wassereffekte Show Talent Network Stunts Pesvebi Tanz | Sacerdotessa                          | Melissa Purnell                                                         |
| Piedra Festivalorchester Iván López-Reynoso Musikalische Leitung Philharmonia Chor Wien Walter Zeh Chorleitung Ruben Diez Musikalischer Leiter und Dirigent | Thaddeus Strassberger Regie und Bühnenbild Giuseppe Palella Kostüme Ran Arthur Braun Stunt-Koordination Antonio Barone Bewegungskoordinator und Regieassistenz Driscoll Otto Lichtdesign Media Apparat Video Crystal Wassereffekte Show Talent Network Stunts Pesvebi Tanz | Messaggero                            | Xhoiden Dervishi                                                        |